# Tilde inscrit
Pour les articles homonymes, voir Tilde.
Le tilde inscrit, aussi appelé tilde médian ou tilde couvrant, est un signe diacritique de l’alphabet phonétique international et utilisée dans l’écriture du kobon et du heiltsuk avec le L tilde inscrit, Ɫ.

## Utilisation

### Alphabet phonétique international
Dans l’alphabet phonétique international, le tilde inscrit est utilisé pour indiquer le mode d’articulation pharyngalisé ou vélarisé, par exemple [ᵴ], respectivement aussi transcrit [sˤ] ou [sˠ]. Il est notamment utilisé dans l’Écriture phonétique internationale, publié en 1921, pour les consonnes vélarisées, dont les emphatiques de l’arabe: ‹ ᵵ, ᵭ ›, etc. et la lettre ‹ ɫ › peut être utilisée pour un l vélarisé en anglais ou pour le « l dur » en russe. Il figure dans le Handbook of the International Phonetic Association publié en 1999 ou le tableau de l’API de 2015, dans lequel il indique la pharyngalisation ou la vélarisation de la consonne auquel il est diacrité.
|                    | Bilabiale | Labio-dentale | Dentale | Alvéolaire | Palato-alvéolaire | Rétroflexe | Palatale | Vélaire | Labio-vélaire | Uvulaire | Pharyngale | Glottale |
| ------------------ | --------- | ------------- | ------- | ---------- | ----------------- | ---------- | -------- | ------- | ------------- | -------- | ---------- | -------- |
| Occlusive          | p b ᵱ ᵬ   |               | t d ᵵ ᵭ | t d ᵵ ᵭ    | t d ᵵ ᵭ           |            |          | k ɡ *   |               | q *      |            | ʔ *      |
| Nasale             | m ᵯ       |               | n ᵰ     | n ᵰ        | n ᵰ               |            |          |         |               |          |            |          |
| Latérale           |           |               | l ɫ     | l ɫ        | l ɫ               | ɭ *        |          |         |               |          |            |          |
| Roulée             |           |               | r ᵲ     | r ᵲ        | r ᵲ               | ɽ *        |          |         |               |          |            |          |
| Battue             |           |               | ɾ ᵳ     | ɾ ᵳ        | ɾ ᵳ               |            |          |         |               |          |            |          |
| Fricative          | ɸ *       | f v ᵮ *       | θ ð *   | s z ᵴ ᵶ    | ʃ ʒ *             |            |          | ɣ *     |               | χ *      | ħ *        |          |
| Spirante           |           | ʋ *           |         | ɹ ꭨ        |                   |            | j *      |         | w *           |          |            |          |
| Latérale           |           |               | l ɫ     | l ɫ        | l ɫ               |            |          |         |               |          |            |          |
| Latérale fricative |           |               | ɮ *     | ɮ *        | ɮ *               |            |          |         |               |          |            |          |

|            | Postérieure | Centrale | Antérieure |
| ---------- | ----------- | -------- | ---------- |
| Fermée     | i *         |          | u *        |
| Pré-fermée | ɪ *         |          | ʊ *        |
| Mi-fermée  | e *         |          | o *        |
| Moyenne    |             | ə *      |            |
| Ouverte    | a *         |          | ɑ ɒ *      |

### Alphabets de Castrén
M. Alexander Castrén a utilisé le tilde inscrit dans la transcription de plusieurs langues ouraliennes au XIXe siècle.

### Teuthonista
Certaines variantes de la transcription phonétique Teuthonista utilise le tilde inscrit pour indiquer la vélarisation de consonne ou de voyelle, notamment dans la transcription de l’Atlas der deutschen Mundarten in Tschechien (de). Par exemple, dans la transcription de la prononciation dialectale de Hafer : Hoobern ‹ hō̩ᵬən › ; de Erle :  Erl ‹ ʔe̴l › ou Eerl ‹ ʔeəɫ ›. Le degré de vélarisation de la consonne dentale ou alvéolaire latérale ɫ peut être indiqué avec des petites parenthèses autour du tilde inscrit pour la faible vélarisation ‹ ɫ᪾ › et en doublante le tilde inscrit pour la forte vélarisation ‹ ꬸ ›.

## Codage
Le tilde inscrit est codé dans le codage Unicode à l’aide du caractère (U+0334 ◌̴) combinable avec la lettre qui le précède.
Contrairement aux symboles mathématiques, pour des raisons techniques, les lettres orthographiques ou symboles phonétiques utilisant le tilde inscrit sont codés séparément avec leurs propres caractères, dont notamment :
| Caractère | Code | Nom Unicode (traduction)                         |
| --------- | ---- | ------------------------------------------------ |
| ᵬ         | 1D6C | LETTRE MINUSCULE LATINE B TILDE MÉDIAN           |
| ᵭ         | 1D6D | LETTRE MINUSCULE LATINE D TILDE MÉDIAN           |
| ᵮ         | 1D6E | LETTRE MINUSCULE LATINE F TILDE MÉDIAN           |
| Ɫ         | 2C62 | LETTRE MAJUSCULE LATINE L TILDE MÉDIAN           |
| ɫ         | 026B | LETTRE MINUSCULE LATINE L TILDE MÉDIAN           |
| ᵯ         | 1D6F | LETTRE MINUSCULE LATINE M TILDE MÉDIAN           |
| ᵰ         | 1D70 | LETTRE MINUSCULE LATINE N TILDE MÉDIAN           |
| ᵱ         | 1D71 | LETTRE MINUSCULE LATINE P TILDE MÉDIAN           |
| ᵲ         | 1D72 | LETTRE MINUSCULE LATINE R TILDE MÉDIAN           |
| ᵳ         | 1D73 | LETTRE MINUSCULE LATINE R SANS OBIT TILDE MÉDIAN |
| ꭨ         | AB68 | LETTRE MINUSCULE LATINE R CULBUTÉ TILDE MÉDIAN   |
| ᵴ         | 1D74 | LETTRE MINUSCULE LATINE S TILDE MÉDIAN           |
| ᵵ         | 1D75 | LETTRE MINUSCULE LATINE T TILDE MÉDIAN           |
| ᵶ         | 1D76 | LETTRE MINUSCULE LATINE Z TILDE MÉDIAN           |